# التمرد في شمال تشاد
التمرد في شمال تشاد في عام 2016 بدأت جبهة التغيير والوفاق في تشاد ومجلس القيادة العسكرية لإنقاذ الجمهورية تمردًا ضد الحكومة التشادية. من قواعدهم الخلفية في جنوب ليبيا شنت جبهة التغيير ومجلس القيادة هجمات وغارات على شمال تشاد سعيًا للإطاحة بحكومة الرئيس السابق إدريس ديبي الذي كان في السلطة منذ انقلاب ديسمبر 1990. كما تشارك جماعات متمردة أخرى في التمرد، وإن كانت بدرجة أقل.

## خلفية
استولى إدريس ديبي على الرئاسة التشادية في انقلاب عسكري عام 1990. ومنذ ذلك الحين تمتع بدعم فرنسا، وتمكن من هزيمة الثورات ضد حكمه مرارًا وتكرارًا. تم طرد جماعات المعارضة المسلحة في نهاية المطاف من البلاد إلى المنفى.
في عام 2014 اندلعت الحرب الأهلية الليبية الثانية. ونتيجة لذلك تحولت العديد من الجماعات التشادية المتمردة إلى تجار في خدمة مختلف الفصائل الليبية، وتتلقى الأموال والأسلحة استعدادًا لعودتهم إلى تشاد. تم تنظيم مجموعتين جديدتين من الجماعات المتمردة التشادية، وهما: جبهة التغيير والوفاق في تشاد ومجلس القيادة العسكرية لإنقاذ الجمهورية في جنوب ليبيا في عام 2016.

## 2017
في يوليو 2017 شنت القيادة العسكرية هجوماً على كوري بوغودي سعياً منه للسيطرة على المنطقة ومناجمها المربحة. وقد صدت الحكومة التشادية هذه الاعتداءات في نهاية المطاف على الرغم من أن مركز الحقوق المدنية والسياسية زعم أنه شن هجومًا ثانيًا في أغسطس 2017، والذي نفت الحكومة التشادية وقوعه.

## 2018
في 11 أغسطس 2018 شنت القيادة هجومًا كبيرًا على الموقع العسكري في كوري بوغودي في جبال تيبستي، وادعت لاحقًا أنها قتل 73 جنديًا وأسرت 45 جنديًا بينما تكبدت 11 ضحية فقط (4 قتلى و 7 جرحى). حاولت الحكومة التشادية في البداية إنكار وقوع الهجوم، ثم قللت من أهميته. في حين عرضت القيادة الإفراج عن سجناء الحكومة مقابل إطلاق سراح قادة المتمردين المسجونين، رفضت الحكومة التشادية التفاوض مع "المرتزقة المتوحشين وقطاع الطرق"، وبدلاً من ذلك أمرت عمال المناجم المحليين بمغادرة معسكرهم في كوري بوغودي. انسحب الجيش لاحقًا من المنطقة في 22 أغسطس، تاركًا الأمر لمجلس إدارة الحقوق المدنية وعمال المناجم غير الشرعيين. ومنذ ذلك الحين شنت القوات الجوية التشادية عدة غارات قصفية في المنطقة استهدفت معسكر منجم كوري بوغودي وقطعان الإبل، مما أسفر عن مقتل العديد من المدنيين وحرمان السكان المحليين من مصادر رزقهم. في غضون ذلك واصلت القيادة العسكرية لإنقاذ الجمهورية هجماتها ضد المناصب الحكومية، مثل تربو في منطقة تيبستي في 21 سبتمبر، وميسكي في منطقة بوركو في 24 أكتوبر. انتقد بعض السكان المحليين مركز الحقوق المدنية والسياسية لاستغلال التوترات العرقية وتفاقمها في جبال تيبستي.

## 2019
في 12 يناير 2019 عبرت مجموعة مسلحة من حركة العدل والمساواة السودانية ومعها عشرات المركبات الحدود مع ليبيا وهاجمت مواقع لجنة الصليب الأحمر والهلال الأحمر في كوري بوغودي. وطبقاً لحركة العدل والمساواة فقد قُتل 67 من مقاتليها بينما أفادت القيادة المسلحة عن ثلاثة قتلى و12 جريحاً.
في 3-6 فبراير شنت القوات الفرنسية غارات جوية على مجموعة حركة العدل والمساواة التي اقتحمت تشاد. في 9 فبراير 2019 زعم الجيش التشادي أنه أسر 250 متمرداً بينهم أربعة قادة ودمر أربعين سيارة.

## 2021
في 26 يناير 2021 هاجم 50 متمردًا من جبهة التغيير والوفاق على 20 مركبة 4x4 نقطة 35 في كوري بوغودي على بعد 40 كيلومترا جنوب الحدود مع ليبيا.

### هجوم 2021
في 11 أبريل 2021 شنت جماعة المتمردين التشادية جبهة التغيير والوفاق في تشاد هجومًا في منطقة تيبستي في شمال البلاد بعد الانتخابات الرئاسية التشادية لعام 2021. قُتل الرئيس إدريس ديبي خلال هجوم 20 أبريل.